# Gissac
Gissac (französisch und okzitanisch gleichlautend) ist ein Ort und eine südfranzösische Gemeinde mit 96 Einwohnern (Stand: 1. Januar 2022) im Département Aveyron in der Region Okzitanien (bis 2015 Midi-Pyrénées). Gissac gehört zum Arrondissement Millau und zum Kanton Causses-Rougiers. Die Einwohner werden Gissacois genannt.

## Lage
Gissac liegt etwa 47 Kilometer ostsüdöstlich von Albi im Südwesten der historischen Provinz Rouergue. Umgeben wird Gissac von den Nachbargemeinden Saint-Affrique im Norden, Versols-et-Lapeyre im Nordosten und Osten, Saint-Félix-de-Sorgues im Osten, Sylvanès im Südosten, Camarès im Süden, Montlaur im Westen sowie Vabres-l’Abbaye im Nordwesten.

## Bevölkerungsentwicklung
| Jahr                       | 1962 | 1968 | 1975 | 1982 | 1990 | 1999 | 2006 | 2019 |
| Einwohner                  | 154  | 146  | 117  | 152  | 139  | 97   | 110  | 99   |
| Quellen: Cassini und INSEE |      |      |      |      |      |      |      |      |

## Sehenswürdigkeiten
- Kirche Saint-Jean-Baptiste
- Schloss Gissac aus dem 19. Jahrhundert
- Burg Montaigut aus dem 10. Jahrhundert, Monument historique seit 1987

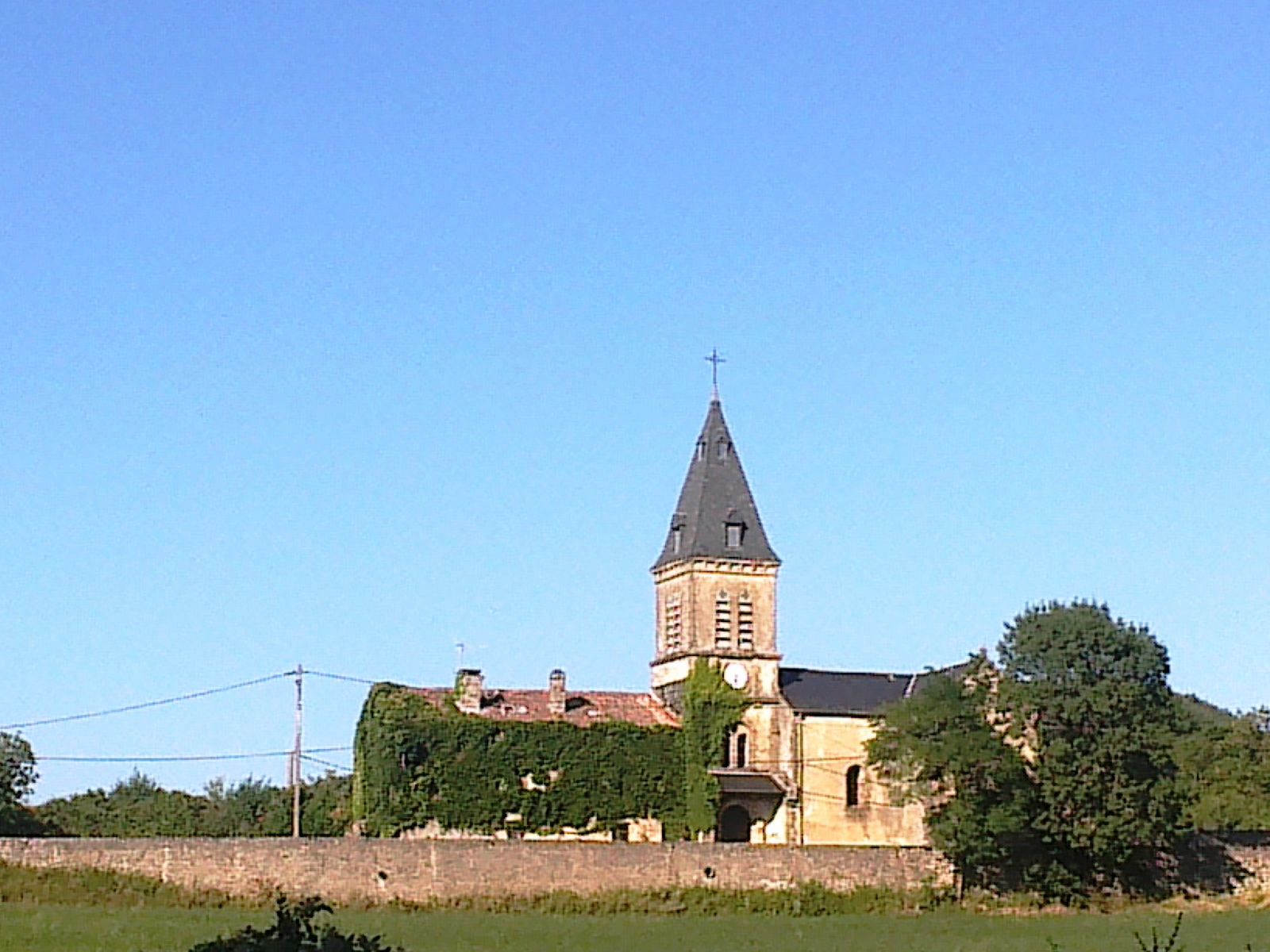
Kirche Saint-Jean-Baptiste
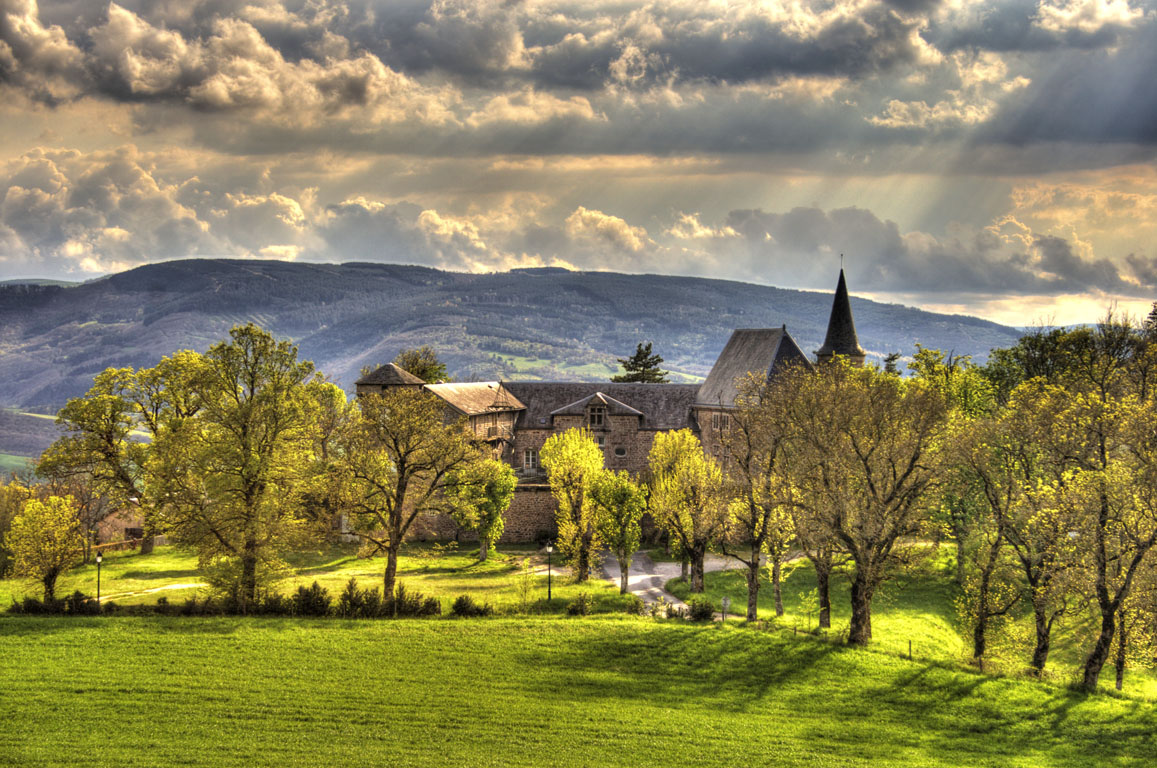
Schloss Gissac
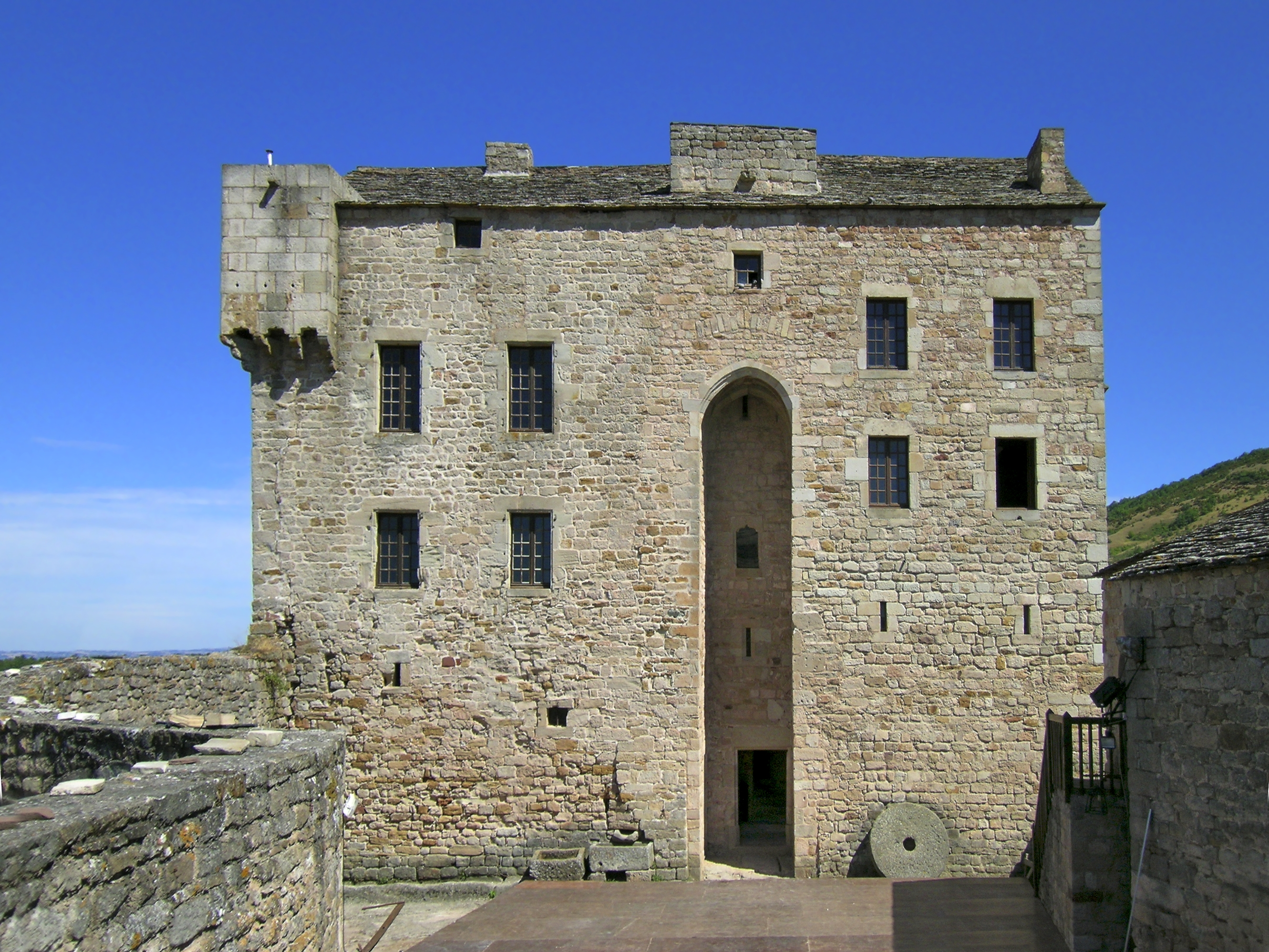
Burg Montaigut